# Palitos de Coimbra
Palitos de Coimbra sind von Hand hergestellte Zahnstocher aus Portugal. Sie haben üblicherweise eine Länge von 15 bis 25 Zentimeter. Sie werden meist aus dem Holz von Orangenbäumen hergestellt. Den Zahnstochern sagte man nach, so glatt wie Elfenbein zu sein und nicht zu splittern.
Die Handherstellung von Zahnstochern aus Holz war bis in der 2. Hälfte des 19. Jahrhunderts üblich, als Maschinen entwickelt wurden, die hölzerne Zahnstocher herstellen konnten. Maschinenhergestellte Zahnstocher waren preiswerter, aber noch um 1950 waren in Portugal etwa 9000 Personen mit der Herstellung der von Hand hergestellten Zahnstocher beschäftigt. Es waren überwiegend Frauen, die Zahnstocher schnitzten. Zentrum der Herstellung war das Dörfchen Lorvão im Distrikt Coimbra. Hauptabsatzmarkt der Zahnstocher waren Argentinien und Brasilien. Die Industrie kam jedoch weitgehend zum Erliegen, als in Handelsabkommen mit den südamerikanischen Ländern der portugiesische Export von Zahnstochern keine Berücksichtigung fand. 
Noch in den 1970er Jahren waren jedoch Frauen mit der Herstellung dieser handhergestellten Zahnstocher beschäftigt. Geschnitzt wurden die Zahnstocher aus Holzstücken, die eine Breite von 2 Zentimetern hatten, die Dicke von Zahnstochern hatten und etwas länger als 60 Zentimeter waren. Die Frauen machten drei senkrechte Einschnitte in das Holz. Aufgelegt auf einen Lederriemen spitzten die Frauen das Holz mit vier Schnitten je Zahnstocher zu und trennten dann mit einem waagrechten Schnitt vier Zahnstocher von dem Holzstück ab. 

### Einzelbelege
1. ↑   Petroski, S. 43.